# Колтуновский
Колтуно́вский — посёлок в Советском районе (городском округе) Ставропольского края Российской Федерации.
До 1 мая 2017 года входил в состав сельского поселения Солдато-Александровский сельсовет.

## Варианты названия
- Колтуновка,
- Колтуновская,
- Колтуновская (Вальдгейм),
- Колтуновское[2].

## География
На левом берегу реки Золка, в 50 км к северо-востоку от Пятигорска.
Расстояние до краевого центра: 167 км. Расстояние до районного центра: 28 км.

## История
Основано в 1900 году как немецкое село Вальдгейм (нем. Waldheim). В 1915 году переименовано в Колтуновку.
До 1917 года входило в состав Солдатско-Александровской волости Святокрестовского (Прасковейского)/Александровского (Пятигорского) уезда Ставропольской губернии; в советский период — в состав Солдато-Александровского/Георгиевского/Воронцово-Александровского района Орджоникидзевского края. В 1916 году общая площадь земель составляла 653 десятин. На территории села находилась мельница; в 1926 году была открыта начальная школа.

## Население
| 1909 | 1920 | 1925 | 1926 | 1989 | 2002 | 2010 |
| ---- | ---- | ---- | ---- | ---- | ---- | ---- |
| 93   | ↗133 | ↘117 | ↗152 | ↗218 | ↘199 | ↘63  |
| 2014 | 2021 |      |      |      |      |      |
| ↘60  | ↘42  |      |      |      |      |      |

Национальный состав
В 1926 году 140 немцев из 152 жителей.
По данным переписи 2002 года, 95 % населения — русские.

## Кладбище
Сельское кладбище (общественное открытое). Площадь участка 2903 м².